# Будимирово
Будимирово — деревня в Калязинском районе Тверской области. Входит в состав Нерльского сельского поселения.

## География
Деревня расположена в 20 км на юго-восток от центра поселения села Нерль и в 44 км на юго-восток от райцентра города Калязина.

## История
Село Будимирово впервые упоминается в Дмитровской Писцовой книге 1627-29 года за дьяком Иваном Болотниковым, а в селе церковь Благовещения Пречистой Богородицы. В клировой ведомости 1796 года в селе показана Благовещенская деревянная церковь, построенная в 1790 году.
В 1827 году в селе была построена каменная Благовещенская церковь с 3 престолами.
В конце XIX — начале XX века село входило в состав Нагорской волости Калязинского уезда Тверской губернии. 
С 1929 года деревня входила в состав Нагорского сельсовета Нерльского района Кимрского округа Московской области, с 1935 года — в составе Калининской области, с 1956 года в составе — Калязинского района, с 1994 года — в составе Яринского сельского округа, с 2005 года — в составе Нерльского сельского поселения.

## Население
| 1859 | 1888 | 2002 | 2010 |
| ---- | ---- | ---- | ---- |
| 440  | ↘427 | ↘7   | →7   |

## Достопримечательности
В деревни расположена недействующая Церковь Благовещения Пресвятой Богородицы (1827)